# جام خیریه انگلستان ۱۹۷۲
 جام خیریه انگلستان ۱۹۷۲ ، ۵۰امین رقابت سالانه مابین قهرمانان لیگ دسته اول فوتبال انگلستان و جام حذفی فوتبال انگلستان است.
این مسابقه در تاریخ ۵ آگوست ۱۹۷۲ مابین تیم‌های استون ویلا و منچستر سیتی در ورزشگاه ویلا پارک بیرمنگام برگزار شده‌است.
تیم منچستر سیتی در این مسابقه با نتیجه یک بر صفر به پیروزی رسید.

## جزئیات مسابقه
| منچستر سیتی | ۱ – ۰ | استون ویلا |
| ----------- | ----- | ---------- |
| لی          |       |            |